# Мустафа Байрактар
Мустафа Алемдар паша, наричан също Мустафа Байрактар паша, е османски военен и политически деец, 190-и велик везир на Османската империя.

## Биография
Роден е през 1755 година в Хотин, османска крепост с голям гарнизон в Буковина, в семейството на еничар, занимаващ се с търговия с добитък, и по-късно сам служи в Еничарския корпус. Към 1781 година ръководи разбойническа банда около Никопол, но е прогонен към Русе, където е амнистиран. По-късно е сред приближените на влиятелния аян на Русе Исмаил Тръстениклиоглу, който го поставя за аян на Разград.
През април 1802 година, по време на безредиците, обхванали голяма част от европейските владения на Османската империя, Мустафа Байрактар отблъсква военен отряд на Осман Пазвантоглу от Търново към Севлиево. През следващата година обсажда в Тутракан един от най-видните военачалници на Пазвантоглу Манаф Ибрахим, принуждавайки го да се предаде, за което получава висшия чин капуджибашия.
Мустафа Байрактар е най-близкият съратник на Тръстениклиоглу и през 1805 година, когато той открито се обръща срещу правителството и навлиза в Тракия, поставяйки свои приближени за аяни на завзетите градове. По време на тази кампания Мустафа Байрактар ръководи поход от Ямбол към Бургас и Анхиало.
След убийството на Исмаил Тръстениклиоглу през август 1806 година Мустафа Байрактар наследява от него както аянството на Русе, така и мрежата от зависими местни аяни в Североизточна България, Добруджа и североизточната част на Тракия до Одрин. Той продължава и политиката му на остро противопоставяне на Низам-и Джедид и успява да се наложи над аяните на Силистра и Варна.
След еничарския бунт в Цариград и детронирането на султан Селим III през май 1807 година някои от неговите приближени намират убежище при Мустафа Байрактар в Русе, което, наред с военните неуспехи срещу Русия, го кара да промени мнението си към реформите. Въпреки че новият султан Мустафа IV му дава титлата паша с три конски опашки, той застава начело на група, поставяща си за цел връщането на Селим III на власт.
През 1808 година Мустафа Байрактар сключва споразумение с другите двама най-влиятелни дерибеи на Балканите – Исмаил Сирозлу и Али Тепеделенли, който му изпраща двама от синовете си. През лятото той настъпва в Тракия и на 28 юли за часове превзема Цариград. Тъй като Селим III е удушен същия ден, Мустафа Байрактар поставя за султан Махмуд II, а самият той става велик везир.
Мустафа Байрактар взима властта с пряката подкрепа на аяните от провинциите, които чрез него поставят под свой контрол централното правителство. Между 21 и 30 септември 1808 година в Константинопол се провежда свикано от него събрание на най-видните аяни от Румелия и Анадола, което завършва със сключването на т.нар. Съюзен договор (Сенед-и Итифак). По време на събранието около града са разположени военни части на аяните, наброяващи 200 хиляди души. Със Съюзния договор аяните признават взаимно владенията си и приемат Байрактар за свой пълномощник в управлението.
Съюзният договор остава само на хартия и малко след подписването му аяните изтеглят войските си към своите владения, оставяйки Мустафа Байрактар без подкрепа в столицата. Той е принуден да отпрати и собствените си войници, за да отблъснат нападение на видинския аян Идрис Молла към Русе и на бившия силистренски аян Сюлейман Йълъкоглу към Стара Загора. В началото на ноември в Константинопол остават едва 7 – 8 хиляди въоръжени поддръжници на великия везир и в града започва нов бунт на еничарите и градските бедняци с негласната подкрепа на султана.
Мустафа Алемдар паша е убит по време на бунта на 15 ноември 1808 година.